# Колит
Коли́т (лат. colitis; от греч. kolon — толстая кишка и греч. itis — воспалительный процесс) — воспалительное заболевание слизистой оболочки толстой кишки. Чаще болеют мужчины 40—60 лет и женщины 20—60 лет. Протекает остро или хронически. Считают, что проявления хронического колита имеют место у каждого второго больного с проблемами органов пищеварения. К колитам предрасполагают снижение общей резистентности организма, недостаток растительной клетчатки в пище, воспалительные процессы аноректальной зоны (восходящая инфекция).

## Классификация
По течению различают колиты:
- острый — ярко выраженная симптоматика, протекает одновременно с воспалением тонкого кишечника (энтерит) и желудка (гастрит), входя в симптомокомплекс гастроэнтероколита.
- хронический — угасание симптомов острого колита, с периодическими обострениями или без них.

По этиологии различают колиты:
- язвенный — заболевание с неясной этиологией, в механизме развития которого играют роль наследственность, аутоиммунные механизмы и инфекция. Основная статья — Язвенный колит;
- инфекционный — вызван патогенной микрофлорой, которая может быть специфической (например, дизентерийный колит), банальной (стрептококки, стафилококки) и условно-патогенной (например, кишечная палочка);
- ишемический — при окклюзионных поражениях ветвей брюшной аорты (например, при атеросклерозе), кровоснабжающих толстую кишку;
- токсический или лекарственный при отравлениях некоторыми ядами или лекарственными средствами (например, НПВС);
- радиационный при хронической лучевой болезни.

По локализации различают колиты:
- панколит — поражаются все отделы толстой кишки;
- тифлит — воспаление слизистой оболочки слепой кишки;
- трансверзит — воспаление слизистой оболочки поперечной ободочной кишки;
- сигмоидит — воспаление слизистой оболочки сигмовидной кишки;
- проктит — воспаление слизистой оболочки прямой кишки.

Иногда поражаются 2 смежных отдела толстой кишки. Например, прямая и сигмовидная кишка — проктосигмоидит.

## Клиническая картина
Острый колит проявляется постоянными позывами на дефекацию, урчанием, вздутием живота, профузным поносом, иногда с кровью и слизью, резкими болями в животе. Сегодня острый колит может встретиться при поражении толстой кишки специфической инфекцией при дизентерии или являться молниеносной формой язвенного колита, который рассматривается отдельно.
Для хронического колита типичны симптомы переполнения и тяжести в брюшной полости, чувство сдавливания. Боли преимущественно схваткообразные (колики), которые сопровождаются позывами к дефекации, вследствие чего наступает облегчение. Бывает, боли беспокоят на протяжении 2—3 часов после опорожнения.
Жидкий стул характерен для поражения проксимального (правого) отдела толстой кишки — тифлита. При левостороннем колите (проктосигмоидит), наступает спазм кишки и наблюдают запор (нередко с сухим комкообразным стулом), который повышает продукцию слизи внутренней стенкой кишки. Это приводит к её выделению с кровью, частицами кала и называется ложным поносом.
Частый стул (4—5 раз) характерен для колита. У некоторых больных он отличается специфическими признаками. Например, позыв к дефекации может возникнуть непосредственно после приема пищи — «симптом перекуса» при трансверзите. Ранним утром больных проктосигмоидитом будит «стул будильника». Бывают позывы к опорожнению при наклонах туловища, подпрыгиваниях, на холоде, после стресса и другие.
Запах фекалий обычно зловонный, вследствие активности гнилостной флоры (Bacillus cereus, Clostridium perfringens, представители родов Proteus, Escherichia). Когда преобладают бродильные микроорганизмы (в своем большинстве анаэробы), определяется кислый стул с метеоризмом. Колит всегда сопровождается дисбактериозом. В кале обнаруживают гнойные и кровянистые включения. Неизмененная кровь и сильные кровотечения характерны для язвенного колита в большей степени.
Длительно текущий хронический колит приводит к похудению, слабости и упадку сил. Развиваются проявления гиповитаминозов, вследствие нарушения абсорбции витаминов (сухие слизистые и кожа, трещины в углах губ, расстройства зрения и другие).

## Диагностика
Диагноз колита основывается на типичных жалобах, сборе анамнеза (перенесенный гастроэнтероколит, пищевая токсикоинфекция и др.), физикальном обследовании (пальпация живота, пальцевое исследование, аноскопия), инструментальных методах (эндоскопия, ректороманоскопия и ирригоскопия с введением контраста — сульфата бария) и лабораторных данных. Инструментальные методы позволяют визуально контролировать состояние слизистой оболочки, и дифференцировать обычный колит от язвенного колита.
Необходимо исследовать кал на яйца гельминтов, провести его микроскопию и посев для выявления возбудителей и их чувствительности к антибактериальным препаратам. При подозрении на сосудистый характер колита (ишемический колит), кроме коагулограммы и исследования липидов крови, показана внутривенная ангиография для визуализации проходимости сосудов, питающих кишечник.

## Лечение
Лечение колита проводят комплексно, назначая средства, которые устраняют причину болезни и устраняют её последствия. При всех видах колитов независимо от его причины показана диета 4 (а, б, в) по Певзнеру, препараты, регулирующие стул (слабительные (Натрия пикосульфат) или антидиарейные (Лоперамид), стимулирующие регенерацию (Метилурацил и др.), восстанавливающие микрофлору (пребиотики и пробиотики), десенсибилизирующее и детоксикационное лечение, витамины и иммуномодуляторы, минеральные воды и ЛФК. Также в качестве симптоматических средств в ходе всего лечения могут использоваться энтеросорбенты. 
Этиопатогенетическое лечение направлено на ликвидацию причин болезни. При гельминтных колитах проводят терапию антипаразитарными средствами, при инфекционных — антимикробными (сульфаниламиды, антибиотики и др.), при ишемических — сосудистыми препаратами, улучшающими кишечный кровоток (антиагреганты (Пентоксифиллин), тромболитики, спазмолитики и др.). При проктитах и сигмоидитах показано введение лекарственных средств в форме суппозиториев.
Оперативное лечение практически не применяется, поскольку болезнь характеризуется доброкачественным течением и поддается консервативной терапии. Показания к хирургическому вмешательству могут возникнуть при переходе обычных форм колита в язвенный колит и при прогрессирующей ишемии толстой кишки (ишемический колит). При длительном плохо контролируемом течении хронического колита вероятно развитие стриктур, рубцовых изменений, вплоть до сужения просвета некоторых отделов прямой кишки, атрофии стенок, замещение функциональных клеток. Длительно протекающие запоры могут провоцировать развитие патологий конечного отдела прямой кишки, анальных трещин, геморроя. Нарастание явлений тромбоза и/или эмболия ветвей брюшной аорты служит показанием к эндоскопической тромбэмболэктомии или резекции участка кишки и другим методикам операций.